# Météorite de Lost City
«  Lost City (météorite) » redirige ici. Pour les autres significations, voir Lost City.
La météorite de Lost City, ou simplement Lost City, est une météorite tombée le 3 janvier 1970 près de Lost City, dans l'Oklahoma (États-Unis). C'est le premier bolide observé par le réseau de caméras Prairie Meteorite Network dont on ait pu reconstituer l'orbite héliocentrique.
Lost City est une chondrite ordinaire du groupe H, de type pétrologique 5 (elle a subi un métamorphisme thermique important).

## Historique
Le 3 janvier 1970 quatre stations du Desert Fireball Network situées en Oklahoma et au Kansas ont observé et caractérisé la chute d'un météoroïde. L'évènement a été entendu sur une surface d'au moins 300 km2 entre Tulsa et Tahlequah dans l'Oklahoma.
Dans les jours qui ont suivi, quatre fragments ont été récupérés, totalisant une masse de 17,342 kg :
- 9 830 g, le 10 janvier ;
- 272 g, le 17 janvier ;
- 6 600 g, le 2 février ;
- 640 g, le 4 mai.

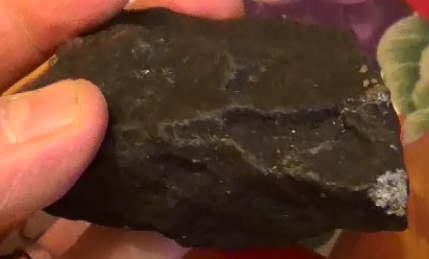
Le fragment de 272 g.

L'analyse pétrologique, chimique et minéralogique de ces objets indique que Lost City est une chondrite ordinaire du groupe H, du type pétrologique 5.
La masse initiale déduite de la trajectographie et des mesures optiques est de l'ordre de la centaine de kilogrammes.

## Trajectoire et origine
La triangulation faite sur les quatre mesures a permis de connaître la trajectoire d'entrée : à 86 km (début de la détection) la vitesse est de 14,2 km/s. Il s'agit donc d'un objet relativement lent. La courbe de luminosité relativement régulière indique un fractionnement limité dans la tranche 30-40 km (2 fragments visibles). Toute trace disparaît à partir de 19 km, altitude à laquelle on distingue trois fragments.
Cette trajectoire montre que le corps parent a suivi une orbite analogue à celle de la majorité des météorites de ce type (périhélie 0,967 au, aphélie 2,35 au, inclinaison orbitale 12,0 degrés),.